# Eve in Exile
Eve in Exile è un film muto del 1919 diretto da Burton George e interpretato da Charlotte Walker, Thomas Santschi, Wheeler Oakman, Melbourne MacDowell, Violet Palmer, Martha Mattox, George Periolat.
La sceneggiatura di Lois Zellner si basa sull'omonimo romanzo di Cosmo Hamilton e sul suo lavoro teatrale dallo stesso titolo.

## Trama

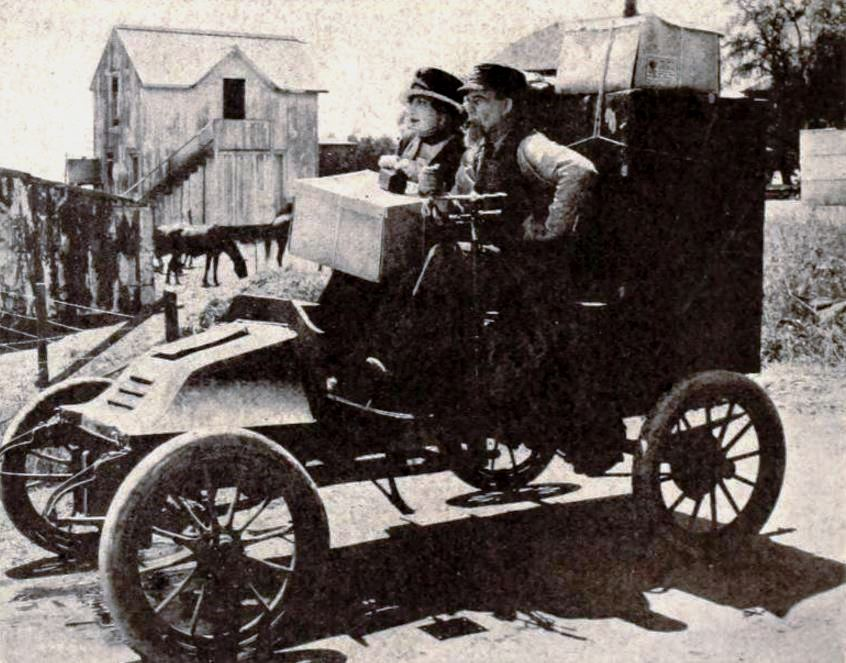
L'arrivo di Eva

La socialite Eva Ricardo, dopo che suo padre ha perduto tutto il proprio patrimonio in speculazioni sbagliate, viene mandata a vivere in un villaggio del New England presso una zia nubile. Lì, all'inizio Eva sente dell'attrazione per John Sheen, ma poi, resasi conto del carattere violento e prepotente dell'uomo, si allontana da lui. Poi, conosce e si innamora di Paul Armitage, uno scrittore, ma il loro amore crea del rancore in Sheen e pure in sua sorella Nina che, benché sia sposata, ama Armitage. Ambedue gelosi della felicità dei due giovani, gettano del fango su Eva, screditandola agli occhi di Paul e riuscendo a spezzare il loro legame. Durante una festa, Sheen porta Eva e George, il fratello di Paul, in una vecchia casa che si dice infestata. I due uomini si battono e Sheen spara a George, ma a essere colpito è Paul, entrato anche lui nella casa. Sheen, allora, si uccide. Nina alla fine confessa il proprio comportamento disonesto e Paul, guarito dalla ferita, ritrova l'amore di Eva.

## Produzione
Il film fu prodotto dalla American Film Company.

## Distribuzione
Il copyright del film, richiesto dalla American Film Co., Inc., fu registrato il 26 novembre 1919 con il numero LP14468.

Distribuito dalla Pathé Exchange, il film uscì nelle sale statunitensi nel dicembre 1919.

### Conservazione
Copia completa della pellicola si trova conservata negli archivi della Library of Congress di Washington.